# Víctor Ros
Víctor Ros va ser una sèrie de televisió espanyola l'emissió de la qual va començar el 12 de gener de 2015 i està basada en les adaptacions d'alguns dels casos del detectiu homònim creat per Jerónimo Tristante, i produïda per New Atlantis per a TVE. Un terç de la producció és produïda per Telefónica i la resta per TVE.
Conté una mitjana de 250 plans amb efectes digitals per capítol (1500 en total), la qual cosa la converteix en la sèrie amb més efectes visuals fins ara a Espanya; Línia-64 es va encarregar d'aquesta part de la sèrie.
La sèrie va ser cancel·lada després de la seva primera temporada, però finalment la segona temporada va ser aprovada en el Consell d'Administració de TVE el gener de 2016. L'enregistrament d'aquesta segona temporada va començar a la fi de maig de 2016 i es va emetre entre el 3 de novembre i el 22 de desembre amb una audiència discreta.

## Sinopsi, context històric i ambientació
Madrid, 1895. Víctor Ros va ser, de nen, un noi astut que robava diners al costat de la seva colla a gent que li sobrava per a ajudar a la seva mare. Un policia veterà, Don Armando Martínez, el va treure del món de la delinqüència el 1882 quan comptava amb 14 anys i el va convertir en el millor policia de tot Madrid. És intel·ligent, intuïtiu i honrat. Després de passar anys com infiltrat amb els anarquistes a Oviedo, torna a Madrid per a treballar en la Brigada Metropolitana. L'inspector Ros i els seus companys hauran d'enfrontar-se a tota sèrie de dificultats. Per a començar, els endarreriments tècnics i culturals de l'època seran un perjudici constant. La sèrie comença amb un misteri que centrarà l'atenció en els primers tres capítols: l'assassinat de diverses prostitutes a la ciutat de Madrid. A partir de llavors, els protagonistes s'enfrontaran a altres perills com l'amenaça d'assassinat a Ros per part del fill d'un anarquista, el segrest de la filla de l'agent Blázquez o una conspiració que pretén assassinar al president d'Espanya en aquella època, Cánovas del Castillo. Mentrestant, també es mostra la vida íntima del protagonista: la seva relació amb la prostituta Lola la Valenciana, el seu amor per Clara Alvear o la seva amistat amb Luis, qui l'acompanyava en els seus furts en la seva etapa de delinqüent.
Lola és una jove prostituta, la bellesa de la qual és el seu únic mitjà per a tirar endavant. Després de conèixer a Ros en un cas relacionat amb l'assassinat de diverses companyes de professió, s'enamora perdudament d'ell i somia amb sortir d'aquest món. Encara que manté relació amb Víctor, l'amor que aquest sent per Clara, retornarà a la prostituta a la seva realitat. És intel·ligent, afectuosa i comprensiva.
Clara Alvear és una dona moderna, culta i reivindicativa, la qual cosa resulta estrany a l'Espanya de finals del segle xix. Coneix a l'inspector Ros quan aquest intenta desxifrar la bogeria de la seva germana, que havia intentat matar el seu marit. Encara que està enamorada del protagonista, el seu pare, un home clàssic i arruïnat, vol casar-la amb Fernando de la Escosura, cap de Víctor. Per això, es converteix en el personatge central de la trama amorosa.
Blázquez és un policia de caràcter escèptic i tradicional. És amic de tota la vida de Don Armando, el padrí de Víctor, a qui coneix des de la seva època de joventut. Té una confiança cega en Víctor i per això sempre es mostra fidel al seu cap. El comissari Buendía és un home autoritari i de fort caràcter, encara que sempre deixa entreveure un rerefons afable i intel·ligent. Per a ell, el manteniment de l'honor i el componiment són aspectes claus, la qual cosa no és estrany en algú que va ser militar en la seva joventut.
Carballo, antic company de Buendía, és el personatge de la Brigada amb més atributs negatius: és violent, innocent i despietat. Malgrat això, donada la seva experiència militar, compleix sempre les ordres que rep i fins i tot salva la vida a Ros, a qui considera el seu enemic.
L'agent Crespo és un jove policia que es caracteritza per la seva honradesa i la seva força física. Igual que Blázquez i Sánchez, pertany a la Brigada Metropolitana i segueix les ordres del seu cap, l'inspector Víctor Ros.
Sánchez és el membre més jove de l'anomenada Brigada Metropolitana. És molt servicial amb el seu cap i realitza els treballs de recerca que ajuden a resoldre els casos.

## Segona temporada
La segona temporada, titulada 'El robo del oro español', consta de vuit episodis. La història arrenca a Madrid, en 1898, gairebé cinc anys després del final de la primera temporada. La vida somriu a Víctor Ros. Està casat amb Clara Alvear i viu feliç al costat de la seva esposa i el seu fillol, Juanito. A més, s'ha convertit en el policia més famós i respectat de la seva època. Però un complot canviarà la seva vida per sempre: l'atracament a la joieria Marabini és una maniobra de distracció que amaga un robatori encara major: el de les reserves de l'or del Banc d'Espanya. Víctor haurà de fer front a la pèrdua de la seva esposa (morta en el tiroteig durant l'atracament a la joieria) i intentar recuperar l'or d'Espanya en un moment molt delicat per al país, que es troba a la vora de la guerra contra els Estats Units. La pista de l'or portarà a Ros fins a Linares (Jaén). Allí haurà de fer front a una altra mena de perills, com els bandolers de Sierra Morena.

## Univers transmèdia de la sèrie
La segona temporada de Víctor Ros va ampliar l'experiència transmèdia de Víctor Ros per a reforçar la interacció amb els usuaris. El projecte, desenvolupat per Rtve.es dins de la seva estratègia 360, se sustenta sobre tres pilars:
- El videoblog de León Cavestany:[8] és una websèrie setmanal ("Las aventuras de Víctor Ros según León Cavestany") en la qual el personatge interpretat per Edu Soto avança, en to d'humor, el contingut del pròxim episodi. Els monòlegs serveixen, a més, per a conèixer millor a Cavestany, una de les novetats de la segona temporada, ampliant d'aquesta forma la dimensió del personatge.
- Los interrogatorios de Víctor Ros:[9] després de cada capítol, els seguidors de la sèrie poden jugar a resoldre un interrogatori interactiu. Víctor Ros i els seus companys (Blázquez, Giralda, el Capità Barrera i Hèrcules) pregunten a l'usuari pel cas setmanal. Si les respostes són correctes, els personatges facilitaran al jugador una clau amb la qual podran obrir la Caixa de l'or.
- La Caja del Oro:[10] és una web de recompenses, accessible únicament amb la clau secreta obtinguda en els interrogatoris, en la qual els usuaris més fidels trobaran continguts exclusius, com a entrevistes amb els actors i l'equip tècnic, avanços, reportatges sobre curiositats, making of i material extra de la sèrie.

## Repartiment

### 1a Temporada

#### Repartiment principal
- Carles Francino - Víctor Ros
- Esmeralda Moya - Clara Alvear
- Megan Montaner - Lola "La Valenciana"
- Tomás del Estal - Inspector Luis Blázquez
- Juan Fernández - Comissari Horacio Buendía
- Juan Codina - Inspector Carballo de la Brigada Metropolitana
- Alberto Berzal - Crespo
- Joel Bosqued - Sánchez

#### Repartiment secundari
- Nacho Fresneda - Fernando de la Escosura † (Episodi 2 - Episodi 6)
- Lola Marceli - Rosa (Episodi 1 - Episodi 2; Episodi 4 - Episodi 6)
- Daniel Holguín - Luis "El Conquense" † (Episodi 1 - Episodi 2; Episodi 4 - Episodi 6)
- Pablo Viña - Don Augusto Alvear, grande de España y padre de Clara (Episodi 1 - Episodi 4)
- Eva Martín - Ana Escurza (Episodi 1 - Episodi 4)
- María Cantuel - Aurora Alvear (Episodi 1; Episodi 5)

##### Amb la col·laboració especial de
- Tito Valverde - Inspector Don Armando Martínez † (Episodi 1 - Episodi 2)
- Helio Pedregal - Aldanza † (Episodi 1 - Episodi 3; Episodi 5 - Episodi 6)
- Pepa Pedroche - Mariana (Episodi 2; Episodi 4 - Episodi 6)
- María Palacios - Emilia Fuentes, la coronela (Episodi 2; Episodi 4 - Episodi 6)
- Daniel Pérez Prada - Raúl Córcoles (Episodi 4 - Episodib 6)
- Mario Roig - Juanito (Episodi 2; Episodi 4 - Episodi 6)
- Javier Godino - De la Rubia (Episodi 2; Episodi 6)
- Jorge Suquet - Gerardo, marqués de la Calle † (Episodi 1 - Episodi 3)
- Raúl Peña - Juan Rosales (Episodi 2 - Episodi 3)
- Aura Garrido - Lucía Alonso (Episodi 3)

#### Repartiment episòdic
- Margarita Lascoiti - Angustias (Episodi 1 - Episodi 2)
- Andrea Duro - Nuria (Episodi 1)
- Ramón Esquinas - Doctor Brunetto Latino / Farinetto Uberti (Episodi 1)
- Ana Labordeta - Madre de Víctor (1882) † (Episodi 1)
- Francisco Nortes - Gregorio † (Episodi 1)
- Carmen Esteban - Mare de Gregorio (Episodi 1)
- Álvaro Morte - Donato Vergel (Episodi 1)
- Rocío Muñoz - Tula (Episodi 2)
- Carlos Olalla - Agustín Souza (Episodi 2)
- Carlos Manuel Díaz - General Morán (Episodi 3)
- Guillermo Barrientos - Gustavo (Episodi 4)
- Julio Jordán - Antonio Romero Belmonte (Episodi 4)
- Carlos Kaniowski - Eugenio Borrás (Episodi 4)
- Paco Marín - Doctor Pedro Borrás (Episodi 4)
- Pep Sais - Jacinto (Episodi 5)
- Mauricio Bautista - Marqués de Peralías (Episodi 5 - Episodi 6)
- Roberto Drago - Picorelli (Episodi 6)

### 2a Temporada

#### Repartiment principal
- Carles Francino - Víctor Ros
- Tomás del Estal - Inspector Luis Blázquez
- Paco Tous - Sergent Marcos Giralda
- Paula Prendes - Juana / Elena Guzmán (Episodi 8/2 - Episodi 14/8)
- Carolina Bang - Madame de Suberwick (Episodi 9/3; Episodi 11/5 - Episodi 14/8)
- José Manuel Poga - José María Llanos "El Estepeño" † (Episodi 8/2 - Episodi 12/6)
- Manuel Tallafé - El Zíngaro † (Episodi 8/2 - Episodi 11/5)
- Juanma Lara - Coronel Manuel de la Barrera
- Itzan Escamilla - Juan "Juanito" (Episodi 7/1; Episodi 9/3 - Episodi 14/8)
- Óscar Higares - Bandoler † (Episodi 8/2 - Episodi 9/3)
- Juan Fernández - Comissari Horacio Buendía (Episodi 7/1; Episodi 14/8)
- Juan Codina - Carballo (Episodi 7/1)
- Esmeralda Moya - Senyoreta Clara Alvear † (Episodi 7/1)

##### Amb la col·laboració especial de
- Edu Soto - León Cavestany (Episodi 8/2 - Episodi 14/8)
- Carlos Manuel Díaz - General Morán (Episodi 13/7 - Episodi 14/8)
- Crispulo Cabezas - Bernardo † (Episodi 14/8)
- Joaquín Notario - Padre Cetina (Episodi 11/5)
- Patxi Freytez - Don José (Episodi 11/5)
- Marta Belaustegui - Raimunda (Episodi 11/5)
- Megan Montaner - Lola "La Valenciana" (Episodi 7/1; Episodi 11/5)
- Antonio Dechent - Juez Ángel Setién (Episodi 10/4)
- Eusebio Lázaro - Hombre del convento (Episodi 9/3)
- Fernando Ramallo - Van Houten (Episodi 8/2)
- Manolo Caro - Matias (Episodi 8/2)
- Javier Godino - De La Rubia † (Episodi 7/1 - Episodi 12/6)
- Luis Zahera - Ángel Sarabia † (Episodi 7/1)

#### Repartiment secundari
- Jorge Usón - Hércules (Episodi 7/1 - Episodi 14/8)
- María Delgado - Perla (Episodi 7/1 - Episodi 9/3, Episodi 11/5, Episodi 13/7 - Episodi 14/8)
- Mercedes León - Doña Rosario (Episodi 8/2 - Episodi 11/5, Episodi 14/8)
- Lucía Paredes - Candela (Episodi 10/4 - Episodi 14/8)
- Eduardo Velasco - Álvaro Buendía † (Episodi 9/3, Episodi 12/6 - Episodi 14/8)
- Max Marieges - Guardia † (Episodi 13/7 - Episodi 14/8)
- Javier Mora - Señor Forcada † (Episodi 13/7)
- Alfonso Begara - Luis Salazar † (Episodi 13/7)
- Jorge Kent - Connor Wells (Episodi 12/6)
- Jimmy Shaw - Señor Tunner (Episodi 12/6)
- Chema del Barco - Paco (Episodi 12/6)
- Anabel Jurado - Alicia † (Episodi 11/5)
- Paula Miralles - Gabriela † (Episodi 11/5)
- Rachel Lascar - Madame Paladino (Episodi 11/5)
- Fernando Jiménez - Jardiner (Episodi 11/5)
- Berta Hernández - Carmen (Episodi 10/4)
- Manuel Jurado - Don Emilio del Campo † (Episodi 10/4)
- José Maya - Don Luciano Viada † (Episodi 10/4)
- José Chaves - Don Mateo Alcaraz † (Episodi 10/4)
- Agnés Llobet - Adela del Castillo (Episodi 9/3)
- Mario Alberto Díez - Escolà † (Episodi 9/3)
- Eloína Marcos - Dora (Episodi 8/2)
- Marisol Membrillo - Vecina (Episodi 8/2)
- Álex Martínez - Aitor Menta "Tormenta" (Episodi 7/1)
- Alberto Berzal - Crespo (Episodi 7/1)
- Raúl Peña - Juan Rosales (Episodi 7/1)
- Pilar Pintre - Elisa (Episodi 7/1)
- Raúl Alberto Mediero Rodríguez - Policia comissaria principal (Episodi 7/1)

## Recepció
La sèrie va tenir una recepció dispar. David Redondo, de Cadena Ser, va dir en acabar la temporada que la sèrie tenia "una qualitat bastant per sobre de la mitjana". Alberto Rey, d'El Mundo, la considera millor que Las aventuras del Capitán Alatriste, que s'emetia al mateix temps, encara que criticava la neciesa d'alguns episodis. Sergio Espí, de Periodista Digital, va criticar les actuacions i els efectes digitals, dient que "no em crec aquest Madrid d'època que no és Madrid sinó un croma potiner il·luminat, per a més inri, amb la pitjor de les llums". José Día, de Vayatele, admet que la sèrie té bones intencions, però la troba "falta d'espurna". També critica els efectes especials de croma, que "s'embeni com si tingués uns resultats impecables. No és el cas, almenys no en la totalitat de les escenes", reconeixent que "hi ha moments en els quals l'espectador sentirà un total rebuig per algunes escenes que han utilitzat aquests efectes digitals, que destaquen per malament i deixa en evidència que no es tracta de l'efectiva revolució digital que ens han venut."

## Temporades i episodis
| Temporada | Temporada | Episodis | Estrena               | Final                  | Audiència mitjana | Audiència mitjana | Audiència mitjana |
| Temporada | Temporada | Episodis | Estrena               | Final                  | Espectadors       | Quota             |                   |
| --------- | --------- | -------- | --------------------- | ---------------------- | ----------------- | ----------------- | ----------------- |
|           | 1         | 6        | 12 de gener de 2015   | 16 de febrer de 2015   | 2.342.000         | 11,6%             |                   |
|           | 2         | 8        | 3 de novembre de 2016 | 22 de desembre de 2016 | 1.492.000         | 9,3%              |                   |
| Total     | Total     | 14       | 2015                  | 2016                   | 1.856.000         | 10,3%             |                   |

### Primera temporada (2015)
| N.º (serie) | N.º (temp.) | Title                           | Director(s)                | Data d'emissió       | Audiència         |
| ----------- | ----------- | ------------------------------- | -------------------------- | -------------------- | ----------------- |
| 1           | 1           | «El misterio de la Casa Aranda» | Carlos Navarro Ballesteros | 12 de gener de 2015  | 2 869 000 (14,5%) |
| 2           | 2           | «El anillo de Rosacruz»         | Carlos Navarro Ballesteros | 19 de gener de 2015  | 2 647 000 (13,2%) |
| 3           | 3           | «El sueño de la razón»          | Gracia Querejeta           | 26 de gener de 2015  | 2 154 000 (10,8%) |
| 4           | 4           | «Ángeles y demonios»            | Gracia Querejeta           | 2 de febrer de 2015  | 2 141 000 (10,7%) |
| 5           | 5           | «Ladrones de niños»             | Jorge Sánchez-Cabezudo     | 9 de febrer de 2015  | 2 094 000 (10,3%) |
| 6           | 6           | «Las huellas del crimen»        | Jorge Sánchez-Cabezudo     | 16 de febrer de 2015 | 2 149 000 (10,6%) |

### Segona temporada (2016)
| N.º (serie) | N.º (temp.) | Títol                                | Director(s)       | Data d'emissió         | Audiència         |
| ----------- | ----------- | ------------------------------------ | ----------------- | ---------------------- | ----------------- |
| 7           | 1           | «Ave del paraíso»                    | Daniel Calparsoro | 3 de novembre de 2016  | 1 631 000 (10,1%) |
| 8           | 2           | «Centauros de Sierra Morena»         | Iñaki Peñafiel    | 10 de novembre de 2016 | 1 633 000 (10,1%) |
| 9           | 3           | «Hijos de un Dios extraño»           | Iñaki Peñafiel    | 17 de novembre de 2016 | 1 452 000 (9,0%)  |
| 10          | 4           | «Hierro, fuego, veneno y calumnia»   | Belén Macías      | 24 de novembre de 2016 | 1 551 000 (9,8%)  |
| 11          | 5           | «El misterio del Palacio de Linares» | Belén Macías      | 1 de desembre de 2016  | 1 396 000 (8,6%)  |
| 12          | 6           | «La taranta del inglés»              | Iñaki Peñafiel    | 8 de desembre de 2016  | 1 506 000 (9,4%)  |
| 13          | 7           | «La habitación cerrada»              | Iñaki Peñafiel    | 15 de desembre de 2016 | 1 597 000 (9,7%)  |
| 14          | 8           | «El gran maestre»                    | Belén Macías      | 22 de desembre de 2016 | 1 173 000 (7,3%)  |

### La España de 'Víctor Ros'
La España de 'Víctor Ros' és un conjunt de sis documentals d'una hora relacionats amb la sèrie que es van emetre en 2015, juntament amb els capítols de la primera temporada. En ell, Jerónimo Tristante i altres experts compten com era el Madrid del segle xix en el qual s'ambienta la sèrie.
| Programes emesos | Programes emesos     | Programes emesos | Programes emesos | Programes emesos |
| N.º              | Data d'emissió       | Espectadors      | Quota            |                  |
| ---------------- | -------------------- | ---------------- | ---------------- | ---------------- |
| 1                | 12 de gener de 2015  | 1 075 000        | 8,3%             |                  |
| 2                | 19 de gener de 2015  | 1 131 000        | 8,3%             |                  |
| 3                | 26 de gener de 2015  | 732 000          | 5,8%             |                  |
| 4                | 2 de febrer de 2015  | 764 000          | 5,5%             |                  |
| 5                | 9 de febrer de 2015  | 921 000          | 6,4%             |                  |
| 6                | 16 de febrer de 2015 | 810 000          | 5,8%             |                  |